# Саманков, Андрей Васильевич
Андрей Васильевич Саманков (род. 5 июня 1979, Брянск ) — полковник Российской армии, Герой Российской Федерации (2004).

## Биография
Родился в Брянске. Сведений о жизни не имеется.
Выпускник Рязанского высшего воздушно-десантного командного училища.
Участвовал во Второй чеченской войне, командовал разведывательной группой 16-й отдельной бригады специального назначения. Осенью 2003 года группа Саманкова занималась поиском бандформирований и баз сепаратистов в районе населённого пункта Сержень-Юрт. 23 ноября 2003 года она обнаружила и успешно разгромила вражескую базу, при этом Саманков уничтожил 11 боевиков и спас жизнь одного из своих подчинённых. В результате разгрома базы было захвачено большое количество оружия и боеприпасов.
Указом Президента Российской Федерации в 2004 году удостоен звания Героя Российской Федерации с вручением медали «Золотая Звезда».
В настоящее время проживает в Москве, возглавляет Московскую областную общественную организацию «Союз ветеранов разведки».